# Cyathea herzogii
Cyathea herzogii är en ormbunkeart som beskrevs av Eduard Rosenstock. Cyathea herzogii ingår i släktet Cyathea och familjen Cyatheaceae. Inga underarter finns listade.